# Adelheid av Akvitanien
Adelheid av Akvitanien eller Adelheid av Poitiers, född ca 950, död 1004, var en fransk drottning genom giftermål med Hugo Capet. 
Adelheid var dotter till Guillaume III, greve av Poitiers och hertig av Akvitanien, och Adela av Normandie. 
Hon utgjorde en pant i samband med en vapenvila mellan Guillaume och Hugo, varefter den senare gifte sig med henne 969. Då Hugo kröntes till Frankrikes kung 987 blev hon rikets drottning. De blev den första kungen och drottningen av huset Capet.  
Hugo litade uppenbarligen på Adelheis omdöme och tillät henne att delta i regeringsarbetet: vid ett tillfälle gav han henne uppdraget att förhandla med Tyskromerska rikets regent Teofano, och lovade på förhand sitt samtycke åt den överenskommelse hon lyckades förhandla fram. 
Hon grundade klostret Saint-Frambault de Senlis.